# Gisela Jacobius
Gisela Jacobius, geb. Scheer (* 2. November 1923 in Berlin; † 18. Dezember 2011 ebenda) war eine von 1400 Berliner Juden, die die Zeit des Nationalsozialismus im Versteck überlebten. Ab 1990 engagierte sie sich als Zeitzeugin, um die Erinnerung wachzuhalten.

## Leben
Gisela Jacobius wurde als Tochter mittelständischer Ladenbesitzer in Berlin-Mitte geboren und erlebte bis zur „Machtergreifung“ der Nationalsozialisten 1933 eine ungestörte, areligiöse und unpolitische Kindheit. Am Besuch des Victoria-Oberlyzeums wurde sie wegen ihrer jüdischen Abstammung gehindert und besuchte die Jüdische Mittelschule in der Großen Hamburger Straße (heute Jüdische Oberschule Berlin). Sie verließ die Schule noch vor der Mittleren Reife und begann eine Ausbildung zur Schneiderin und Modezeichnerin. In der Modeschule der jüdischen Gemeinde zu Berlin, vormals Modeschule Feige-Strassburger, begegnete sie auch Stella Goldschlag. Um die Anordnung der Nationalsozialisten zu umgehen, änderte sie ihren Vornamen von Gisela zu Zilla, einen von den Nazis als jüdisch deklarierten Vornamen, statt zusätzlich zu ihrem eigentlichen Vornamen den Namen Sara anzunehmen. In ihrer Freizeit besuchte sie Konzerte und Aufführungen des jüdischen Kulturbundes. 1941 wurde sie zur Zwangsarbeit in der Einlegesohlenfabrik Gu-Krau im Bezirk Wedding herangezogen. Nach mehreren gescheiterten Ausreiseversuchen, 1940 nach Luxemburg, bzw. Gisela Jacobius allein 1941 nach Kuba, ging die Familie am 9. Januar 1943 voneinander getrennt in den Untergrund. Durch die Hilfe von 15 bis 20 Helfern, Freunden, Kollegen oder ehemaligen Kunden der Eltern gelang ihr das Überleben.
Ganz einprägsam erlebte sie die Zivilcourage einzelner. Für sie

„[…] sind das alles Zeichen gewesen, dass das Volk zum Teil nicht damit einverstanden war, was geschehen ist, was von oben befohlen worden ist. Es hat, wie gesagt, etliche Gesten seitens der Bevölkerung gegeben, die einem Mut gemacht haben.“

Gisela Jacobius erlebte aber auch den fanatischen Rassenhass der Deutschen. Als Untergetauchte war sie direkt von ihren Helfern abhängig, die das manchmal auch ausnutzen wollten. Zu Kriegsende versteckte sich die Familie zeitgleich mit einem schwedischen SS-Mann und dessen Frau im Keller der schwedischen Victoriagemeinde in Berlin-Wilmersdorf. Nach dem Krieg wurde die Familie aufgrund ihrer gefälschten schwedischen Pässe nach Moskau und dann in mehrere Kriegsgefangenenlager transportiert: in ein Ausländerlager bei Krasnogorsk, in ein Lager in Stalinogorsk und nach Feststellung ihrer jüdischen Identität in ein Musterlager bei Brest-Litowsk. Die Familie Jakob/Scheer konnte erst 1946 nach Berlin zurückkehren.
1949 emigrierte Jacobius mit ihrem Vater nach Israel, kehrte aber 1953 aufgrund einer falsch behandelten Penicillin-Allergie nach Berlin zurück. 1954 heiratete sie den Mann, den sie in Israel kennengelernt hatte, und bekam 1958 einen Sohn. Ab 1990 engagierte sie sich bei Veranstaltungen als Zeitzeugin, um die Erinnerung wachzuhalten und junge Leute zum Nachdenken zu bringen. Für sie stellte es kein Problem dar, im „Land der Täter“ zu leben. Berlin sah sie als ihre Heimatstadt an.